# Pedro Pablo Ayuso
Pedro Pablo Ayuso Urbina (Madrid; 4 de agosto de 1917 – Madrid; 8 de octubre de 1971) fue un actor de voz español del siglo XX.

## Biografía
Comenzó como actor en la década de 1940 en Radio Madrid, incluso en la Cadena SER, emisora en la que desarrolló la mayor parte de su carrera.
Su papel más importante fue Perico, el patriarca de la radionovela de humor Matilde, Perico y Periquín, que interpretó durante más de 15 años, desde el año 1955 hasta que falleció. Encarnó también a Diego Valor.Se convirtió en uno de los intérpretes más importantes del Cuadro de actores de Radio Madrid, poniendo su voz en numerosas radionovelas de Guillermo Sautier Casaseca y las obras dramáticas de Antonio Calderón en "[Teatro del aire]".
El gran éxito de la radionovela convirtió la voz de Ayuso en una de las más populares de España durante los años cincuenta y sesenta. En el año 1970, recibió el Premio Antena de Oro por su labor radiofónica. Consiguió tres Premio Ondas en los años 1954, 1960 y 1971, este último a título póstumo.
Asimismo, trabajó como actor de doblaje e hizo incursiones en el mundo del cine y de la canción, grabando un vinilo que se agotó en pocos días.
El 8 de octubre de 1971, al salir del trabajo, sufrió un infarto en el sofá de su casa que le provocó la muerte a los 54 años de edad. Fue enterrado en el Cementerio de la Almudena.
Contrajo matrimonio en Madrid el 29 de junio de 1932 con Soledad Domínguez Giraldes. Su hija Marisol Ayuso también se dedica a la interpretación.